# Filiberto Rodríguez Motamayor
Filiberto Rodríguez Motamayor (Calabozo, Venezuela, 1867-Maiquetía, 1915) fue un destacado abogado, periodista, orador y escritor llanero venezolano. Siendo compañero del insigne poeta calaboceño Francisco Lazo Martí, de Filiberto Rodríguez sobreviven algunos poemas líricos en los que destaca un lenguaje denso y descriptivo.
Hijo de Don Domingo Rodríguez Sánchez y Doña Francisca Motamayor López, Filiberto Rodríguez nace el 22 de agosto de 1867 en Calabozo, Venezuela. A los 22 años, el 27 de septiembre de 1889, recibe su título de Abogado. El 11 de septiembre de 1891 contrae matrimonio con Doña Rosa Torrealba Méndez. Filiberto Rodríguez Motamayor fue Presidente de la Corte Suprema de Justicia en La Victoria cayendo preso en esta ciudad a la salida de Raimundo Andueza Palacios de la presidencia. Rodríguez Motamayor fue liberado posteriormente en el año 1893 por el General Joaquín Crespo. Fue durante esta época en que Rodríguez Motamayor trabaja como redactor en El Legalista (1892) y posteriormente en El Criterio (1893). Ya metido de lleno en la política de su tiempo funda el órgano Patria y Castro (1904) donde se dedica a exaltar la figura del General Cipriano Castro. Filiberto Rodríguez Motamayor entabla una larga amistad con el General Castro en la época en que era presidente y consistentemente rechaza sus invitaciones a formar parte del gobierno prefiriendo quedarse en su natal Calabozo y servir de vocero de los intereses populares. La imprenta recibida como obsequio del General Castro para periódico Patria y Castro fue donada por Filiberto Rodríguez al estado y fue durante muchos años llamada Imprenta del Estado.
Filiberto Rodríguez Motamayor muere en Maiquetía el 14 de diciembre de 1915 luego de una penosa enfermedad.
Uno de los poemas más interesantes de su obra que ha sobrevivido es el titulado "Alas Blancas" donde Rodríguez describe su dolor ante la pérdida de su joven hijo Hernán. El poema está dedicado a su esposa Rosa Torrealba Méndez (30 de agosto de 1869 - 4 de febrero de 1939).
Filiberto Rodríguez Motamayor murió en Maiquetía en 1915. Sus restos reposan hoy en día en la Iglesia Catedral de Calabozo donde el Gobierno del Estado Guárico le dedicara una placa conmemorativa.